# Untersuchungsstand

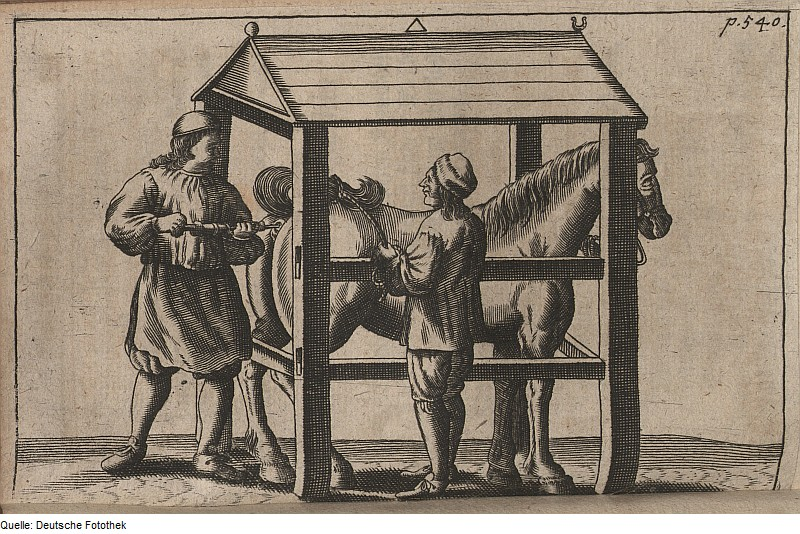
Rektale Behandlung eines Pferdes in einem Untersuchungsstand

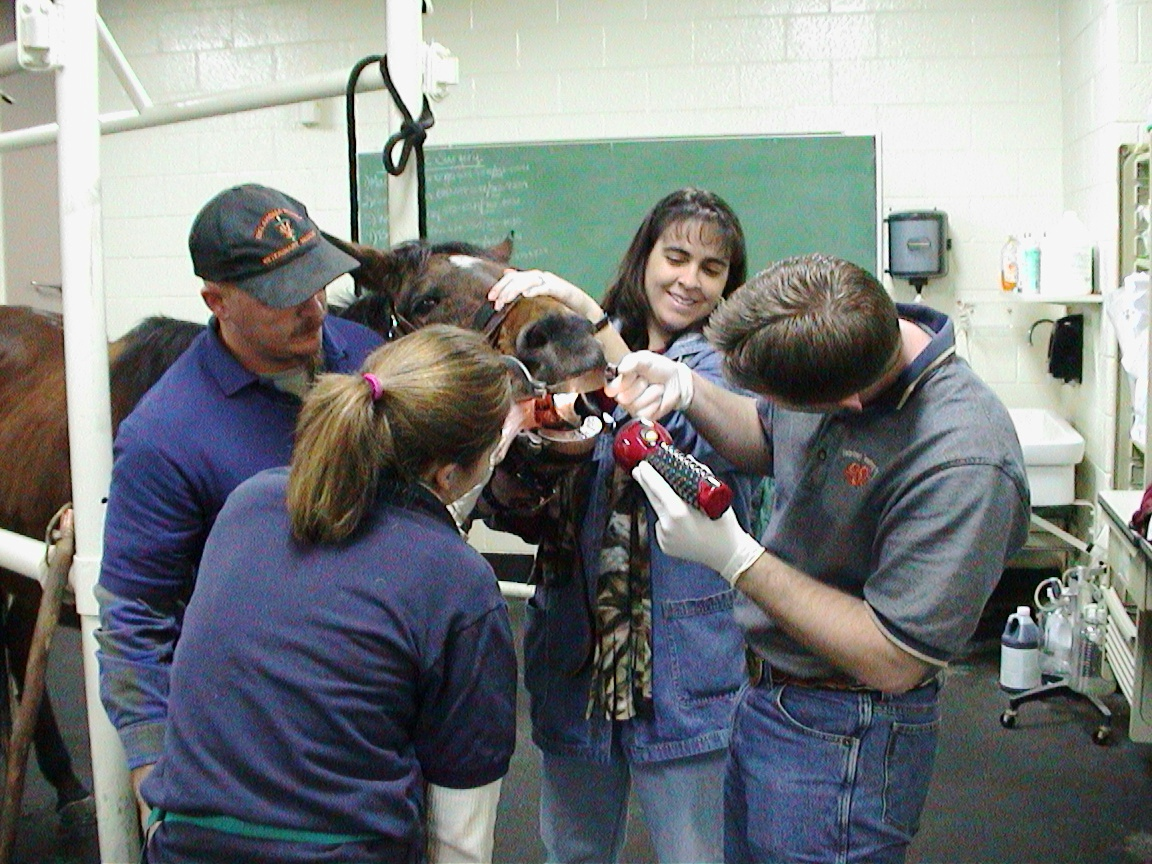
Zahnbehandlung eines Pferdes in einem Untersuchungsstand

Ein Untersuchungsstand ist eine Konstruktion zum Fixieren von Pferden oder Rindern bei Untersuchungen und Behandlungen am stehenden Tier. Neben der Fixierung des Tieres dienen diese Gestelle auch zum Schutz der Menschen vor Verletzungen durch Abwehrbewegungen des Tieres. Untersuchungsstände werden oft auch als Zwangsstände bezeichnet.

## Konstruktion
Ein Untersuchungsstand besteht meist aus einer Konstruktionen aus Metallrohren. An den beiden Seiten des Standes befinden sich Längsholme, die ein seitliches Ausbrechen des Tieres verhindern. Das Tier wird von hinten in den Stand geführt, der dann durch einen Tür oder einen Querholm verschlossen wird, so dass das Tier den Stand nicht mehr durch Zurücktreten verlassen kann. An der Kopfseite des Standes befindet sich ebenfalls eine Tür oder ein Querholm, der nach Abschluss der Untersuchung geöffnet werden kann, so dass das Tier den Stand nach vorne verlassen kann. Pferde werden in dem Stand meist nur mit einem Strick am Halfter fixiert, innerhalb des Standes kann das Tier ohne weitere Fixierungen stehen.

## Funktion
Untersuchungsstände dienen vor allem der Fixierung von Großtieren während tierärztlicher Untersuchungen und Behandlungen. Starre Fixierungen, die die Bewegungsfreiheit eines Pferdes stark einschränken, können bei den Tieren Panik und Abwehrbewegungen auslösen, wodurch für das Tier und den Untersucher eine große Verletzungsgefahr besteht. Im Untersuchungsstand wird der Kopf des Pferdes durch einen Helfer gehalten oder am Stand angebunden, innerhalb des Standes kann das Pferd aber ohne weitere Fixierung stehen. Obwohl es sich so nicht zu sehr beengt fühlt, kann es keine größeren Abwehrbewegungen machen.
Für Behandlungen am Kopf des Pferdes, wie zum Beispiel endoskopische Untersuchungen der Atemwege oder Zahnbehandlungen, wird dieser manchmal in gestreckter Haltung an einen weiteren, höheren Querholm fixiert. Außerdem werden Untersuchungststände bei der künstlichen Besamung sowie bei rektalen oder vaginalen Untersuchungen und Behandlungen eingesetzt. Da das Tier von allen Seiten zugänglich ist, kann der Untersuchungsstand aber auch für Eingriffe an anderen Körperstellen, bei denen eine Fixierung des Tieres notwendig ist, verwendet werden.